# Leland H. Hartwell
Leland Harrison Hartwell (Los Angeles, Kalifornia, 1939. október 30. –) amerikai genetikus, molekuláris biológus. 2001-ben Paul Nurse-szel és Tim Hunttal közösen elnyerte az orvostudományi Nobel-díjat "a sejtciklus szabályozását érintő felfedezéseiért".

## Tanulmányai
Leland H. Hartwell 1939. október 30-án született Los Angelesben Ernest Hartwell neonreklámkészítő és Marjorie Hartwell (leánykori nevén Nichols) gyermekeként. Gyerekkorában lelkesen gyűjtötte a bogakarat, lepkéket, pókokat és gyíkokat, de saját bevallása szerint kamaszkorában inkább a sporttal, autókkal és lányokkal volt elfoglalva. Miután anyja másik lakásba költözött ő is középiskolát váltott, és fizikatanárának hatására érdeklődni kezdett a matematika és fizika iránt. Bár a családban senkinek sem volt középiskolánál magasabb végzettsége, Hartwell úgy döntött, hogy mérnök lesz és beiratkozott a Glendale Junior College előkészítőjébe, majd jó eredményei alapján felvették a California Institute of Technology-ra. Fő tárgya eleinte a fizika volt, de miután egy opcionális kurzuson belekóstolt az akkor (1958-ban) rohamosan fejlődő molekuláris biológiába, inkább biokémiát és genetikát tanult. Egyetemistaként együtt dolgozott a későbbi Nobel-díjas Howard Teminnel. 1961-ben megkapta BSc oklevelét és a Massachusetts Institute of Technology-n tanult tovább, ahol Boris Magasanik laboratóriumában a gének szabályozását kutatta.  

## Munkássága
Hartwell 1964-ben megvédte doktori disszertációját, utána pedig csatlakozott Renato Dulbecco csapatához a kaliforniai Salk Intézetben. Itt részben a laboratórium közös feladatával, a poliómavírus-fertőzés hatásaival, részben saját témájával, a sejtnövekedés szabályozásával volt elfoglalva. Másfél évvel elfogadta az újonnan alapított Irvine-i Kaliforniai Egyetem adjunktusi állásajánlatát. Itt az egysejtű élesztőgomba (Saccharomyces cerevisiae) osztódását és fehérje- és DNS-szintézisét kutatta különböző hőmérsékleteken. Három évvel később meghívták a seattle-i Washingtoni Egyetem genetikai tanszékére, ahol 1973-ban professzori kinevezést kapott. 1996-ban csatlakozott a tanszék Fred Hutchinson Rákkutató Központjához, melynek egy évvel később igazgatója lett.
Az élesztőt tanulmányozva Hartwell felfedezte az ún. CDC (Cell Division Cycle) géneket, melyeknek termékei a sejt osztódását és a sejtciklus fázisait szabályozzák. Ezeknek a géneknek a mutáns formái ellenőrizetlen osztódáshoz, vagyis tumoros elváltozáshoz vezethetnek. Szintén ő vezette be az ellenőrzőpontok fogalmát, ezek az osztódásnak olyan fázisai, amikor a sejt az esetleges sérüléseket ellenőrzi a kromoszómáin. 

## Elismerései
Leland H. Hartwell 2001-ben megkapta az az évi orvostudományi Nobel-díjat ( a brit Paul Nurse-szel és Tim Hunttal megosztva) a sejtosztódás szabályozásának felderítésében végzett munkájáért. Ezenkívül elnyerte a General Motors Sloan-díját (1991), a Gairdner Alapítvány Nemzetközi Díját (1992), az Amerikai Genetikai Társaság érmét (1994) és az orvostudományi alapkutatásért adott Albert Lasker-díjat (1998). Munkáját 2003-ban Washington állam kormányzója az állam legmagasabb kitüntetésével a Medal of Merit-tel jutalmazta. 1987 óta tagja az Amerikai Tudományos Akadémiának.

## Családja
Leland Hartwell nős, Theresa Naujack fotográfust vette feleségül.  